# Pendro
Pendro  (kurdisch پێندرۆ Pêndro) ist ein Dorf in der Region Kurdistan. Es befindet sich in der Provinz Erbil in der Nähe der türkischen Grenze. Es liegt etwa 15–18 km nördlich von Barzan. Die Bevölkerung beträgt 2540 Menschen.